# Leptothorax mauritanicus
Leptothorax mauritanicus är en myrart som beskrevs av Santschi 1909. Leptothorax mauritanicus ingår i släktet smalmyror, och familjen myror. Inga underarter finns listade i Catalogue of Life.